# AliA
AliA ist eine japanische Pop-Rock-Band, die im Sommer des Jahres 2018 gegründet wurde.

## Geschichte
AliA wurde im Juli des Jahres 2018 von Keyboarder TKT und Gitarrist Eren gegründet. Über einen Freund lernte Eren Sängerin Ayame kennen, die zu dieser Zeit als Solomusikerin aktiv war. Nachdem Eren ein Konzert Ayames in Chiba besuchte, wurde beschlossen, sie in die Gruppe zu integrieren. Auch die Violinistin Rina stieß durch Eren zur Gruppe. Schlagzeuger Bob und Bassist Seiya waren in eigenen Gruppen aktiv als sie kontaktiert wurden um AliA beizutreten. Bereits im Dezember des Gründungsjahres erschien unter dem Titel Limit eine Demo-CD, welche exklusiv für 100 Yen bei Tower Records und Village Vanguard in Shibuya zum Verkauf angeboten wurde.
Im Februar 2019 folgte die Veröffentlichung des Minialbums AliVe mit sieben Titeln, welche von Satori Hiraide produziert wurde. Hiraide hatte bereits mit Künstlern wie Uverworld zusammengearbeitet. Zwischen Februar und Mai 2019 folgte eine Japantournee um das Minialbum zu bewerben. Bereits im September gleichen Jahres erschien mit Realize ein zweites Minialbum, dessen gleichnamiges Lied als Titellied des Fernsehdramas Criminologist Himura and Mystery Author Arisugawa des Senders Nippon TV genutzt wurde. Zwischen August und Dezember folgte eine ausgedehnte Konzertreise. Im Rahmen dieser Tournee gab die Gruppe ihre ersten Konzerte in Taiwan und Hongkong. Eine für Januar bis März 2020 laufende Welttournee mit Konzerten in den Vereinigten Staaten, im Vereinigten Königreich, Deutschland, Frankreich, Spanien, Polen, sowie Malaysia, Singapur und Thailand musste aufgrund der weltweiten COVID-19-Pandemie teilweise abgesagt werden.
Die Gruppe steuerte mit dem Lied Limit die Vorspannmusik zur ersten Staffel des Web-Anime Inō no AICis bei, welcher im Februar 2021 auf YouTube startete. Im April und Mai folgte eine dritte Tournee durch Japan. Im Dezember 2021 veröffentlichte die Gruppe mit Me ihr Debütalbum. Zudem spielte die Gruppe ein Konzert, dessen Eintritt nur 100 Yen kostete. Im Juli des Jahres 2023 verließ Schlagzeuger Bob die Gruppe. Im Oktober 2023 veröffentlichte die Band das Lied Aikotoba auf digitaler Ebene. Das Lied ist im Abspann der Anime-Fernsehserie Our Dating Story zu hören. Im Januar 2024 folgte die digitale Veröffentlichung des Liedes Kokoro no Naka, welches in der Abspannsequenz der ersten Staffel des Anime Tales of Wedding Rings zu hören ist. Mit dem Lied NewGame ist die Band in der Vorspannsequenz der Anime-Fernsehserie Gods’ Games We Play zu hören. Zudem wurde angekündigt, dass die Gruppe mit Senaka Awase die Vorspannmusik zur zweiten Staffel des Fantasy-Anime Our Last Crusade or the Rise of a New World beisteuert.
Nachdem Bassist Seiya im September 2024 ankündigte, eine musikalische Schaffenspause einzulegen, gab die Gruppe kurz darauf bekannt, ihre Aktivitäten ebenfalls einzustellen. Eine Japantournee wurde infolgedessen abgesagt. Am 22. Juli 2025 nahmen die Musiker ihre Aktivitäten wieder auf und veröffentlichten einen Tag später ihre Comeback-Single Ashita Tenki ni Nāre auf digitaler Ebene.

## Musik
Die Musiker bezeichnen AliA als eine „Hybrid-Rockband“, da die musikalischen Einflüsse der Musiker breit gestreut sind. So reicht die Spannbreite von klassischer Musik bis moderner Rockmusik. Rie Hata von Realsound schrieb in ihrer Konzertkritik, dass die Musik von Klassik bis Metal reiche. Auch Einflüsse des Hard- und Alternative Rock, Videospiel- und Animemusik sowie des J-Pop wurde der Gruppe attestiert.

## Diskografie

### Studioalben
| Jahr | Titel Musiklabel | Höchstplatzierung, Gesamtwochen, AuszeichnungChartsChartplatzierungen (Jahr, Titel, Musiklabel, Platzierungen, Wochen, Auszeichnungen, Anmerkungen) | Anmerkungen                             |
| Jahr | Titel Musiklabel | JP | Anmerkungen                             |
| ---- | ---------------- | --- | --------------------------------------- |
| 2021 | Me Slide Sunset  | — | Erstveröffentlichung: 22. Dezember 2021 |

### Minialben und EPs
| Jahr | Titel Musiklabel     | Höchstplatzierung, Gesamtwochen, AuszeichnungChartsChartplatzierungen (Jahr, Titel, Musiklabel, Platzierungen, Wochen, Auszeichnungen, Anmerkungen) | Anmerkungen                              |
| Jahr | Titel Musiklabel     | JP | Anmerkungen                              |
| ---- | -------------------- | --- | ---------------------------------------- |
| 2019 | AliVe Slide Sunset   | JP94 a (2 Wo.)JP | Erstveröffentlichung: 20. Februar 2019   |
| 2019 | Realize Slide Sunset | JP36 (2 Wo.)JP | Erstveröffentlichung: 18. September 2019 |

### Singles
| Jahr              | Titel Album                                                        | Höchstplatzierung, Gesamtwochen, AuszeichnungChartsChartplatzierungen (Jahr, Titel, Album, Platzierungen, Wochen, Auszeichnungen, Anmerkungen) | Anmerkungen                                                                                                 |
| Jahr              | Titel Album                                                        | JP | Anmerkungen                                                                                                 |
| ----------------- | ------------------------------------------------------------------ | --- | --- |
| Physische Singles |                                                                    | | |
|                   |                                                                    | | |
| 2020              | eye Standalone                                                     | JP30 (2 Wo.)JP | Erstveröffentlichung: 11. März 2020                                                                         |
| Digitale Singles  |                                                                    | | |
|                   |                                                                    | | |
| 2019              | Slide Sunset Me                                                    | — | Erstveröffentlichung: 23. Juli 2019                                                                         |
| 2020              | Refrain Mayday Standalone                                          | — | Erstveröffentlichung: 16. Dezember 2020                                                                     |
| 2021              | Promise Standalone                                                 | — | Erstveröffentlichung: 29. Januar 2021                                                                       |
| 2021              | Yubisaki Standalone                                                | — | Erstveröffentlichung: 24. März 2021                                                                         |
| 2021              | Steroid Standalone                                                 | — | Erstveröffentlichung: 30. April 2021                                                                        |
| 2021              | Nostalgia Me                                                       | — | Erstveröffentlichung: 4. August 2021                                                                        |
| 2021              | Onigokko Me                                                        | — | Erstveröffentlichung: 8. September 2021                                                                     |
| 2021              | 100-Nen ni Ichido no Kono Yoru ni Me                               | — | Erstveröffentlichung: 20. Oktober 2021                                                                      |
| 2022              | Cinderella Story Standalone                                        | — | Erstveröffentlichung: 21. Oktober 2022                                                                      |
| 2023              | Boku ga Boku de Aru Tame ni Standalone                             | — | Erstveröffentlichung: 11. Januar 2023                                                                       |
| 2023              | animation Standalone                                               | — | Erstveröffentlichung: 21. Juni 2023                                                                         |
| 2023              | Aikotoba Standalone                                                | — | Erstveröffentlichung: 14. Oktober 2023 Abspann Our Dating Story                                             |
| 2023              | Bokura no Uta (Our Song) Standalone                                | — | Erstveröffentlichung: 25. Oktober 2023                                                                      |
| 2024              | Kokoro no Naka Standalone                                          | — | Erstveröffentlichung: 7. Januar 2024 Abspann Tales of Wedding Rings (1. Staffel)                            |
| 2024              | NewGame Standalone                                                 | — | Erstveröffentlichung: 2. April 2024 Vorspann Gods’ Games We Play                                            |
| 2024              | emotion Standalone                                                 | — | Erstveröffentlichung: 27. April 2024                                                                        |
| 2024              | Senaka Awase Standalone                                            | — | Erstveröffentlichung: 11. Juli 2024 Vorspann Our Last Crusade or the Rise of a Brand New World (2. Staffel) |
| 2024              | Hoshizora to kimi no uta (The Starry Sky and Your Song) Standalone | — | Erstveröffentlichung: 23. Juli 2024                                                                         |
| 2024              | Futagoza Ryuuseigun Standalone                                     | — | Erstveröffentlichung: 30. Dezember 2024                                                                     |
| 2025              | Ashita Tenki ni Nāre Standalone                                    | — | Erstveröffentlichung: 23. Juli 2025                                                                         |